# 베이스볼 터치
베이스볼 터치는 SBS ESPN에서 방송되는 야구 전문 프로그램으로, 프로 야구 시즌에만 방송된다.
방송 당일에 열렸던 프로 야구 경기들의 하이라이트 등을 주로 방송하고 있으며, 윤성호 아나운서와 박상준 아나운서가 돌아가면서 진행을 담당하였다.
2011시즌부터는 베이스볼 S라는 이름으로 변경되어 방송 중이다.

## 기타
- 베이스볼 S - 2011년 프로그램